# Haderup (Mariagerfjord Kommune)
 For alternative betydninger, se Haderup. (Se også artikler, som begynder med Haderup)
Haderup er navnet på en bebyggelse med 13 indbyggere, omkring 600 meter syd for Hadsund Syd.
Haderup ligger i Falslev-Vindblæs Sogn, Gjerlev Herred, indtil 1793 i Dronningborg Amt, 1793-1970 i Randers Amt, 1970-2007 i Nordjyllands Amt, fra 2007 i Region Nordjylland.
I begyndelsen af det 14. århundrede tilhørte en gård i Haderup kongens marsk Jep Flæb på Kragelund.
Landsbyen bestod i 1682 blot af 3 gårde med i alt 160,7 tdr land dyrket jord, skyldsat til 17,31 tdr htk.. Dyrkningsformen var græsmarksbrug med tægter. Nogen udvikling er ikke sket siden landsbyfællesskabets tid til trods for, at der vest for landsbyen lå et teglværk med udskibningssted og at der i omegnen udvikledes både cementfabrikkerne ved Assens mod vest og handelspladsen Hadsund mod nord.